# Herb gminy Trojanów
Herb gminy Trojanów – jeden z symboli gminy Trojanów, ustanowiony 5 sierpnia 2009.

## Wygląd i symbolika
Herb przedstawia na tarczy koloru czerwonego dzielonej w pas srebrną linią falistą (symbolizującą rzeki: Okrzejkę i Korytkę) w polu górnym srebrne koło młyńskie (nawiązujące do młynów rzecznych), natomiast w polu dolnym srebrne godło z herbu Ogończyk.